# Melanonotus variabilis
Melanonotus variabilis är en insektsart som först beskrevs av Andrew Nelson Caudell 1918.  Melanonotus variabilis ingår i släktet Melanonotus och familjen vårtbitare. Inga underarter finns listade i Catalogue of Life.